# Odontocolon abdominale
Odontocolon abdominale är en stekelart som först beskrevs av Cresson 1865.  Odontocolon abdominale ingår i släktet Odontocolon och familjen brokparasitsteklar. Utöver nominatformen finns också underarten O. a. fergusoni.